# Vaggvisa för min son Carl
Vaggvisa för min son Carl eller Lilla Carl, sov sött i frid! är en vaggvisa av Carl Michael Bellman, daterad den 18 augusti 1787. Den tredje sonen Carl var då en månad gammal, och den andra sonen Elias hade dött bara några veckor tidigare. Melodin är en variant på den så kallade Fiskeskärsmelodin.
Vaggvisan är den av Bellmans alster som är mest spridd, utan att människor alltid känner till dess ursprung, då visan återfinns i folkliga versioner över hela Norden. I Saltkråkan-filmen Tjorven, Båtsman och Moses sjunger barnen en variant som bara skiljer på ett ord från sista raderna i Bellmans första vers. "Världen är en sorgeö, bäst man lever skall man dö, och bli mull tillbaka". Beethoven tog med visan i sin serie med folkvisor från olika länder varför Vaggvisa för min son Carl finns i konstmusikarrangemang av honom.